# 我們的雪麗
我們的雪麗（Our Chalet）是世界女童軍協會的5個國際女童軍中心之一。其他的中心還有我們的卡巴尼亞、桑岡、和平之屋和庫颯遊居。我們的雪麗位於瑞士伯爾尼高地阿德爾博登的近郊。由於該中心坐落於伯尔尼山上，所以其海拔高度有1,350公尺。2007年，該中心慶祝了成立75周年慶。
我們的雪麗於1932年由海伦·斯托罗成立。該中心曾經在第二次世界大戰中，為了進行軍事訓練和充作難民中心，而向大眾關閉這個中心。從該中心成立以來，曾經做過多次擴張，而現今則擁有數個建築物。我們的雪麗提供了一整年的活動、特別活動和全球女童軍的各式會議。